# Orthogonia carneata
Orthogonia carneata är en fjärilsart som beskrevs av W. Warren 1911. Orthogonia carneata ingår i släktet Orthogonia och familjen nattflyn. Inga underarter finns listade i Catalogue of Life.